# Uvalde
Uvalde är en stad i Uvalde County i delstaten Texas, USA, med 15 751 invånare (2010). Uvalde är administrativ huvudort (county seat) i Uvalde County. Staden har sitt namn efter den spanske generalen Juan de Ugalde som var verksam i området omkring 1790.
Den 24 maj 2022 skedde en uppmärksammad skolskjutning på en grundskola i staden.

## Kända personer från Uvalde
- John Nance Garner, vicepresident nr 32
- Matthew McConaughey, skådespelare
- Pete Conrad, astronaut
- Dale Evans, skådespelare